# ケルヴィン・ボアテング
ケルヴィン・オウス・ボアテング（Kelvin Owusu Boateng 、2000年3月24日 - ）は、ガーナ・アクラ出身のプロサッカー選手。ファースト・ヴィエナFC所属。ポジションは、フォワード。

## クラブ歴
2018年にライト・トゥ・ドリーム・アカデミーからアヴェスに加入した。2020年6月29日、0-1で敗れたホームのモレイレンセFC戦でプロデビューを果たした。